# Hersiliodes
Hersiliodes is een geslacht van eenoogkreeftjes uit de familie van de Clausidiidae. 
De wetenschappelijke naam van het geslacht is voor het eerst geldig gepubliceerd in 1888 door Canu.

## Soorten
- Hersiliodes exiguus Kim I.H. & Stock, 1996
- Hersiliodes latericia (Grube, 1869)